# Simon Konrad Landersdorfer

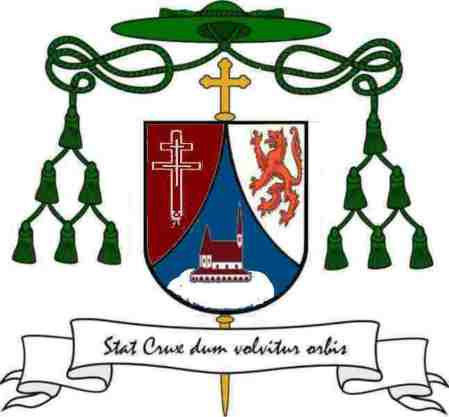
Das Wappen von Bischof Simon Konrad mit dem Wahlspruch „Stat crux dum volvitur orbis“ (Fest steht das Kreuz, indes die Welt sich wirbelnd dreht)

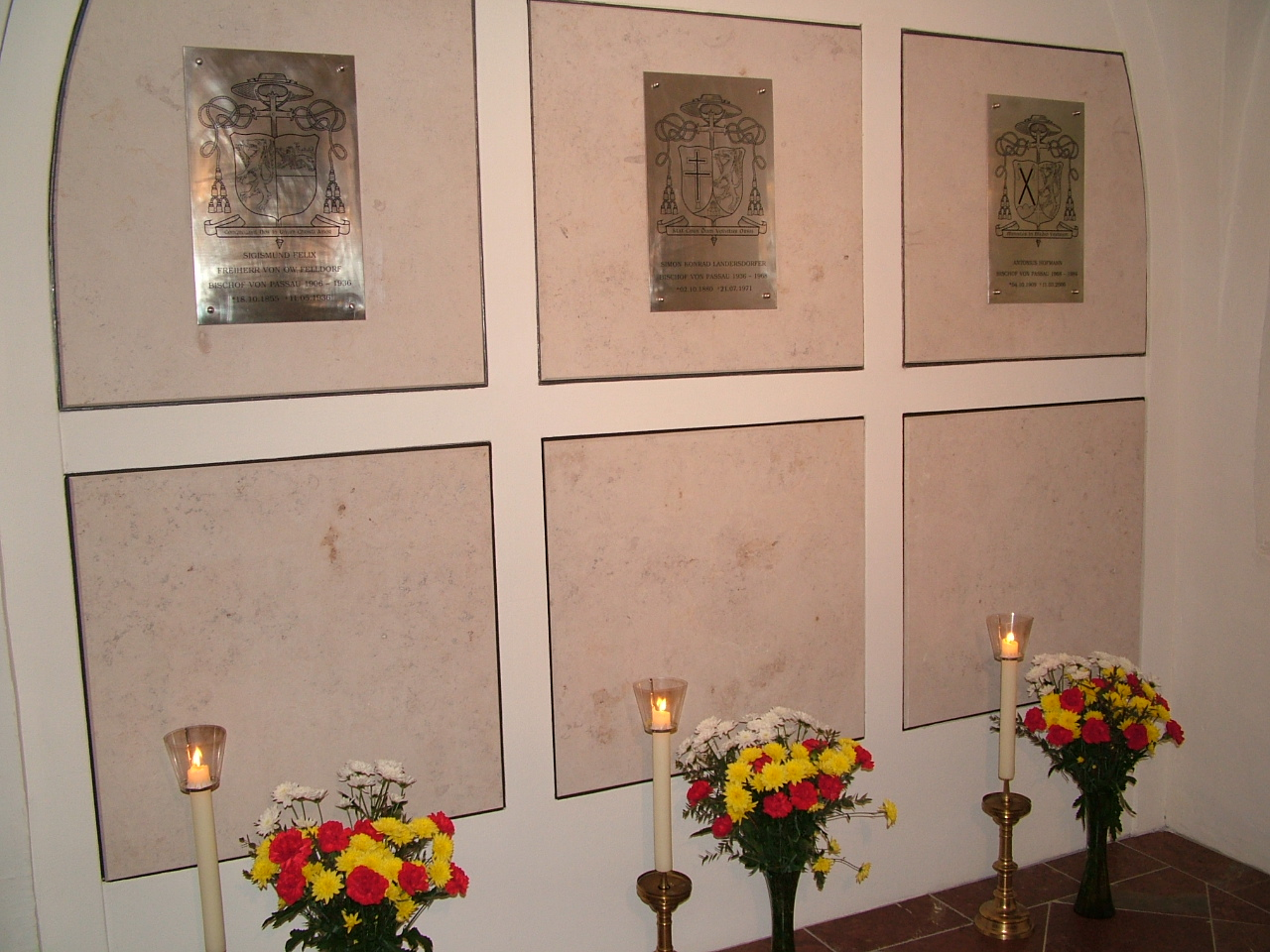
Grabstätte der Bischöfe Ow-Felldorf, Landersdorfer und Hofmann im Passauer Dom

Simon Konrad Landersdorfer OSB (* 2. Oktober 1880 in Neutenkam bei Geisenhausen als Josef Landersdorfer; † 21. Juli 1971 in Passau) war von 1936 bis 1968 der 81. Bischof von Passau.

## Leben und Wirken

### Ausbildung und Lehrtätigkeit
Josef Landersdorfer war das erste von vier Kindern des Landwirtes Lorenz Landersdorfer und seiner Ehefrau Elisabeth. Ab 1891 besuchte er die Lateinschule der Benediktinerabtei Scheyern und wechselte später an das Dom-Gymnasium Freising. 1899 machte er sein Abitur und trat anschließend in das Noviziat der Benediktinerabtei Scheyern ein. Er erhielt den Ordensnamen Simon an. Nach dem Noviziatsjahr und der Profess am 28. Oktober 1900 studierte er von 1900 bis 1903 Theologie am Collegium Willibaldinum in Eichstätt. Angeregt von Pater Schmalzl entwickelte er hier sein Interesse für orientalische Sprachen. Am 19. Dezember 1903 empfing er die Priesterweihe in der Hauskapelle des Münchner Erzbischofs Franz Joseph von Stein. Danach wurde er aushilfsweise Präfekt in Scheyern und anschließend Kooperator in Plankstetten.
Bereits im Wintersemester 1904/05 nahm der Neupriester philologische Studien an der Universität München zur Vorbereitung auf das höhere Lehramt auf. Nach dem Staatsexamen im Jahr 1906 praktizierte er ein Jahr am Maximiliansgymnasium München. Mit einer Arbeit über altbabylonische Privatbriefe wurde er 1906/07 zum Dr. phil. promoviert. 1908 wurde er Lehrer am Benediktinergymnasium Ettal, 1912 ebenda Institutsdirektor und stellvertretender Schulleiter. Bei seinen Schülern galt er als streng, unbestechlich und gerecht.
Aufgrund seiner bereits vorliegenden Schriften, insbesondere einer 1911 erschienenen Studie über das Buch Ijob, erfolgte 1917 an der Universität Freiburg im Breisgau seine theologische Promotion. Im selben Jahr kehrte er als Subprior in sein Heimatkloster Scheyern zurück. 1920 wurde Landersdorfer zum Professor für alttestamentliche Exegese an der Benediktinerhochschule Sant’Anselmo in Rom berufen.

### Abt von Scheyern
Am 3. März 1922 wählte ihn der Konvent der Abtei Scheyern zum Nachfolger des verstorbenen Abtes Rupert Metzenleitner. Am 21. März empfing er von Kardinal Michael von Faulhaber die Benediktion.
Auch als Abt führte er seine wissenschaftlichen Forschungen weiter. Bis zu seiner Ernennung zum Bischof von Passau legte er insgesamt 43 wissenschaftliche Abhandlungen einschließlich 14 selbstständiger Veröffentlichungen vor. Er renovierte die Kirche, erweiterte das Gymnasium und nahm sich besonders der Pflege der Liturgie an. 1928 wurde er von Papst Pius XI.  zusammen mit dem Trierer Abt Laurentius Zeller mit der Visitation der österreichischen Benediktinerklöster betraut.

### Bischof von Passau
Am 11. September 1936 durch Papst Pius XI. zum Bischof des Bistums Passau ernannt, empfing er am 28. Oktober 1936 im Passauer Dom durch Kardinal Faulhaber die Bischofsweihe; Mitkonsekratoren waren die Bischöfe von Regensburg Michael Buchberger und von Augsburg Joseph Kumpfmüller. Aus Verehrung für den 1934 heiliggesprochenen Bruder Konrad von Parzham nahm Landersdorfer dessen Namen als Zweitnamen an; derlei Namenszusätze sind bei Bischofsernennungen selten.
Nach dem „Anschluss“ des Sudetenlandes 1938 übernahm er mit Wirkung vom 15. Oktober 1939 als Apostolischer Administrator die Verwaltung von drei sudetendeutschen Dekanaten, die bis 1946 existierende Sudetendeutsche Administratur Passau. 1939 musste er die kriegsbedingte Schließung der Philosophisch-theologischen Hochschule und der bischöflichen Seminare hinnehmen. 1940 wurde ihm zusammen mit dem Mainzer Bischof Albert Stohr von der Deutschen Bischofskonferenz die Leitung des neu eingerichteten liturgischen Referates anvertraut.
Landersdorfer sprach für sein Bistum ein eigenes Hirtenwort gegen den NS-Film Ich klage an (1941) aus, der die Krankenmorde in der Zeit des Nationalsozialismus bewarb. Unter dem Titel „Recht über das Leben“ deckte er die propagandistische Funktion des Films für Morde an Behinderten auf. Unter Verweis auf § 211 StGB betonte er, dass der Mord an Kranken nicht nur gegen die christlichen Gebote, sondern auch gegen die staatlichen Gesetze verstieß:

„Daher handelt jeder, der in Wort und Bild verkündet, dass man unheilbar Kranke töten dürfe oder töten soll, nicht etwa nur gegen die Kirche, sondern erst recht gegen den Staat, weil er eines der allerwichtigsten Grund- und Sittengesetze des menschlichen Zusammenlebens unterhöhlt.“

Dieses Hirtenwort wurde in allen Gemeinden der Diözese jeweils nach einer örtlichen Vorstellung des Propagandafilms verlesen. Die öffentliche Wirkung des Films war damit so beeinträchtigt, dass die Regierung das Machwerk im Winter 1941 aus den Kinos der Region Passau herausnahm.
1946 und 1960 berief er Diözesankonferenzen ein, in denen unter anderem über die Katholische Aktion beraten wurde. 1954 errichtete er in Burghausen ein weiteres Knabenseminar. 1960 rief er eine ökumenische Kommission ins Leben, 1961 schuf er ein Seelsorgeamt, 1962 gründete er das Diözesanexerzitienhaus „Mariahilf“.
1961 erhielt er im Hinblick auf sein hohes Alter mit Antonius Hofmann einen Koadjutor mit dem Recht der Nachfolge. 1962 bis 1965 nahm Landersdorfer am Zweiten Vatikanischen Konzil teil. Im Sommer 1968 veröffentlichte er ein kritisches, großes Aufsehen hervorrufendes Hirtenwort zur Enzyklika Humanae Vitae. Am 27. Oktober 1968 übergab er die Leitung des Bistums an seinen Koadjutor und wurde zum Titularbischof von Ulcinium ernannt. Auf diesen Titel verzichtete er am 30. November 1970. Im Jahr darauf starb Simon Konrad Landersdorfer. Er wurde in der Bischofsgruft des Passauer Doms beigesetzt.

## Auszeichnungen
- 1948: Päpstlicher Thronassistent
- 1953: Großes Verdienstkreuz mit Stern und Schulterband des Verdienstordens der Bundesrepublik Deutschland
- 1959: Bayerischer Verdienstorden